# Глікозилтрансфераза

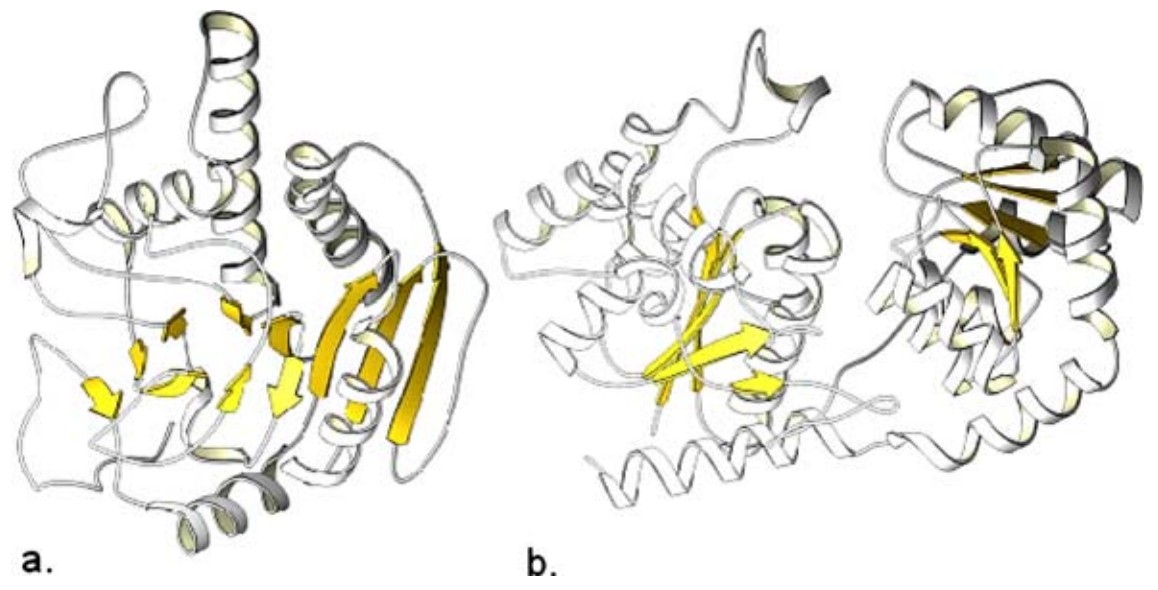
Більшість ферментів глікозилтрансфераз утворюють одну з двох складок: GT-A або GT-B

Глікозилтрансферази (англ. GTFs, Gtfs) є ферментами (EC 2.4), які встановлюють природні глікозидні зв'язки. Вони каталізують перенесення сахаридних фрагментів від активованого нуклеотидного цукру (також відомого як «донор глікозилу») до молекули акцептора нуклеофільного глікозилу, нуклеофіл якої може бути на основі кисню, вуглецю, азоту або сірки.
Результатом глікозильного переносу може бути вуглевод, глікозид, олігосахарид або полісахарид. Деякі глікозилтрансферази каталізують перенесення до неорганічного фосфату або води. Перенесення глікозилу також може відбуватися до білкових залишків, як правило, до тирозину, серину або треоніну з утворенням О-зв'язаних глікопротеїнів, або до аспарагіну з утворенням N-зв'язаних глікопротеїнів. Маннозильні групи можуть бути перенесені до триптофану з утворенням С-манозилтриптофану, який відносно поширений в еукаріотах. Трансферази можуть також використовувати ліпіди як акцептори, утворюючи гліколіпіди, і навіть використовувати ліпідно-зв'язані донори цукрофосфату, такі як доліхолфосфати в еукаріотичному організмі або ундекапренілфосфат у бактеріях.
Глікозилтрансферази, які використовують донори цукрових нуклеотидів, є ферментами Лелуара, на честь Луїса Ф. Лелуара, вченого, який відкрив перший цукровий нуклеотид і який отримав Нобелівську премію з хімії 1970 року за роботу з метаболізму вуглеводів. Глікозилтрансферази, які використовують не нуклеотидні донори, такі як доліхол або поліпренолпірофосфат, є не глікозилтрансферазами Лелуара.
Ссавці використовують лише 9 донорів цукрових нуклеотидів для глікозилтрансфераз: UDP-глюкоза, UDP-галактоза, UDP-GlcNAc, UDP-GalNAc, UDP-ксилоза, UDP-глюкуронова кислота, GDP-манноза, GDP-фукоза та CMP-сіалік кислота. Фосфати цих донорних молекул зазвичай координуються двовалентними катіонами, такими як марганець, однак існують незалежні від металів ферменти.
Багато глікозилтрансфераз є однопрохідними трансмембранними білками, і вони зазвичай закріплені на мембранах апарату Гольджі.

## Механізм

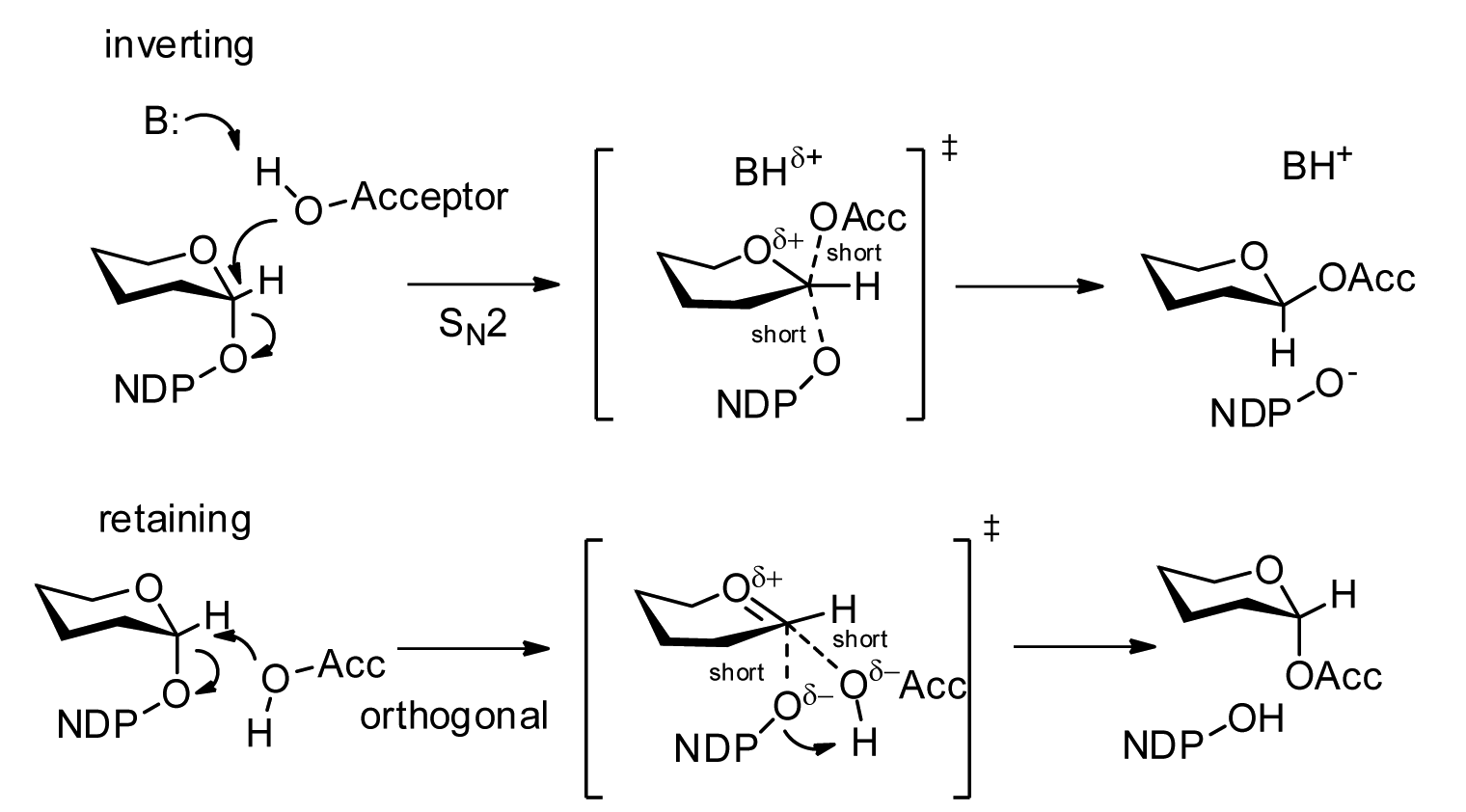

Глікозилтрансферази можна розділити на «утримувальні» та «інвертувальні» ферменти, залежно від того, зберігається стереохімія аномерного зв'язку донора (α→α) чи інвертується (α→β) під час перенесення. Механізм інвертування простий, вимагає однієї нуклеофільної атаки з боку сприймального атома, щоб інвертувати стереохімію.
Механізм збереження був предметом дебатів, але існують переконливі докази проти механізму подвійного зміщення (який спричинив би дві інверсії щодо аномерного вуглецю для чистого збереження стереохімії) або механізму дисоціації (поширений варіант якого був відомий як SNi). Було запропоновано «ортогональний асоціативний» механізм, який, подібний до інвертувальних ферментів, вимагає лише однієї нуклеофільної атаки від акцептора під нелінійним кутом (як спостерігається в багатьох кристалічних структурах), щоб досягти утримування аномерів.

## Зворотність реакції
Нещодавнє відкриття оборотності багатьох реакцій, що каталізуються інвертуванням глікозилтрансфераз, послужило зміною парадигми в цій галузі та викликає питання щодо позначення цукрових нуклеотидів як «активованих» донорів.

## Класифікація за послідовністю
Методи класифікації на основі послідовностей виявилися потужним засобом створення гіпотез щодо функції білків на основі вирівнювання послідовностей із спорідненими білками. База даних вуглеводно-активних ферментів представляє класифікацію глікозилтрансфераз на основі послідовності на понад 90 родин. Очікується, що одна й та ж тривимірна складка буде відбуватися всередині кожного з сімейств.

## Структура
На відміну від різноманіття тривимірних структур, які спостерігаються для глікозид гідролаз, глікозилтрансфераза має набагато менший діапазон структур. Насправді, згідно з базою даних структурної класифікації білків, для глікозилтрансфераз спостерігалося лише три різні складки. Зовсім недавно була ідентифікована нова складка глікозилтрансферази для глікозилтрансфераз, які беруть участь у біосинтезі полімерного каркасу NAG-NAM пептидоглікану.

## Інгібітори
Відомо багато інгібіторів глікозилтрансфераз. Деякі з них є природними продуктами, такими як моеноміцин, інгібітор пептидогліканглікозилтрансфераз, ніккоміцин, інгібітор хітинсинтази, та ехінокандін, інгібітор грибкової β-1,3-глюкансинтази . Деякі інгібітори глікозилтрансферази використовуються як ліки або антибіотики. Моеноміцин використовується в кормах для тварин як стимулятор росту. Каспофунгін був розроблений з ехінокандинів і використовується як протигрибковий засіб. Етамбутол є інгібітором арабінотрансфераз мікобактерій і використовується для лікування туберкульозу. Луфенурон є інгібітором синтезу хітину комах і використовується для боротьби з блохами у тварин. Синтетичні інгібітори глікозилтрансфераз на основі імідазолію розроблені для використання як протимікробні та антисептичні засоби.

## Визначник групи крові
Система груп крові АВ0 визначається тим, який тип глікозилтрансфераз експресується в організмі.
Локус гена ABO, що експресує глікозилтрансферази, має три основні алельні форми: A, B та O. Алель A кодує 1-3-N-ацетилгалактозамінілтрансферазу, яка зв'язує α -N-ацетилгалактозамін з D-галактозним кінцем H-антигену, утворюючи A антиген. Алель B кодує 1-3-галактозилтрансферазу, яка з'єднує α-D-галактозу, зв'язану з D-галактозним кінцем H-антигену, утворюючи B-антиген. У випадку алелі O екзон 6 містить делецію, яка призводить до втрати ферментативної активності. Алель О дещо відрізняється від алелі А делецією одного нуклеотиду — гуаніну в положенні 261. Видалення викликає зсув кадрів і призводить до трансляції майже зовсім іншого білка, який не має ферментативної активності. Це призводить до того, що H-антиген залишається незмінним у випадку O-груп.
Комбінація глікозилтрансфераз за обома алелями, наявними в кожної людини, визначає, чи є група крові АВ, А, В чи О.

## Використання
Глікозилтрансферази широко використовуються як у цілеспрямованому синтезі специфічних глікокон'югатів, так і в синтезі диференціально глікозильованих бібліотек ліків, біологічних зондів або природних продуктів у контексті відкриття та розробляння ліків (процес, відомий як глікорандомізація). Відповідні ферменти можуть бути виділені з природних джерел або отримані рекомбінантним шляхом. Як альтернатива, були розроблені системи на основі клітин, що використовують або ендогенні донори глікозилу, або системи на основі клітин, що містять клоновані та експресовані системи для синтезу донорів глікозилу. У безклітинних підходах широкомасштабне застосування глікозилтрансфераз для синтезу глікокон'югату вимагає доступу до великих кількостей донорів глікозилу. З іншого боку, були розроблені системи рециркуляції нуклеотидів, які дозволяють ресинтезувати донори глікозилу з вивільненого нуклеотиду. Підхід рециркуляції нуклеотидів має додаткову перевагу, оскільки зменшує кількість нуклеотидів, утворених як побічний продукт, тим самим зменшуючи кількість інгібування, спричиненого глікозилтрансферази, що становить інтерес, — типову особливість побічного продукту нуклеотидів.